# サンパートーン郡
座標: 北緯18度37分43秒 東経98度53分44秒 / 北緯18.62861度 東経98.89556度
サンパートーン郡（サンパートーンぐん）はタイ北部・チエンマイ県にある郡（アムプー）である。

## 名称
サンパートーンとは「大きな葉の森の丘陵」と言う意味である。

## 歴史
元々、郡はバーンメー郡と呼ばれていたが、1939年に現在の名前に改称された。

## 地理
ピン川の支流の形成した平地に郡はある。郡の主な河川はピン川、カーン川、ワーン川などである。
交通は南北に国道108号線が通っており、北にチエンマイ方面、南にメーサリエン方面と通じる。また西に国道1013号線が延びておりメーワーン方面と通じる。

## 経済
郡の主な産業は農業である。主な産物はロンガン、コメ、タマネギ、ダイズ、ニンニクなどである。

## 行政区分
郡は11のタムボンに分かれ、さらにその下位に121の村（ムーバーン）がある。自治体（テーサバーン）があり以下のようになっている。
- テーサバーンタムボン・サンパートーン・・・タムボン・ユワー、タムボン・マカームルワン、タムボン・トゥントムの一部
- テーサバーンタムボン・バーンクラーン・・・タムボン・バーンクラーン、タムボン・ターワンプラーオ、タムボン・マクンワーン

また郡内には11のタムボン行政体（オンカーンボーリハーンスワンタムボン）がある。なお、以下のタムボンのリストで欠番のタムボンは現在分離し、メーワーン郡となっているタムボンである。
1. タムボン・ユワー・・・ตำบลยุหว่า
2. タムボン・サンクラーン・・・ตำบลสันกลาง
3. タムボン・ターワンプラーオ・・・ตำบลท่าวังพร้าว
4. タムボン・マカームルワン・・・ตำบลมะขามหลวง
5. タムボン・メーカー・・・ตำบลแม่ก๊า
6. タムボン・バーンメー・・・ตำบลบ้านแม
7. タムボン・バーンクラーン・・・ตำบลบ้านกลาง
8. タムボン・トゥンサトーク・・・ตำบลทุ่งสะโตก

1. タムボン・トゥントーム・・・ตำบลทุ่งต้อม

1. タムボン・ナムボールワン・・・ตำบลน้ำบ่อหลวง
2. タムボン・マクンワーン・・・ตำบลมะขุนหวาน